# Nazionale femminile di pallacanestro della Serbia
La nazionale di pallacanestro femminile della Serbia è la selezione delle migliori giocatrici di pallacanestro di nazionalità serba gestita dalla KSS, e partecipa, rappresentando la Serbia, ai tornei internazionali femminili di pallacanestro per nazioni gestiti dalla FIBA.
Attualmente è allenata da Marina Maljković.

## Storia
Nel periodo compreso tra il 1935 e il 1991, anno di inizio delle guerre, che hanno portato alla disgregazione la Repubblica Socialista Federale di Jugoslavia, la Serbia ha fatto parte della forte Nazionale jugoslava.

In seguito, e fino al 2006, ha partecipato alle competizioni internazionali dapprima come Nazionale di Jugoslavia, in seguito di Serbia e Montenegro.

Il team serbo, formatosi nel 2006, dopo lo scioglimento della Confederazione serbomontenegrina, è considerato l'erede diretto della nazionale cestista jugoslava, viste le numerose giocatrici che ne hanno fatto parte, contribuendo a mantenere viva la tradizione cestista che ha svolto un ruolo importante nella storia di questa nazione.
Nel 2015, un'ulteriore disgregazione, in quanto, con il riconoscimento da parte della FIBA, nasce la rappresentativa kosovara, formatasi con atlete provenienti dalla nazionale serba.
Complessivamente ha ottenuto cinque medaglie, costituite da due ori conquistati ai Campionati europei (2015 e 2021), l'argento ai Giochi del Mediterraneo del 2009 e due bronzi, sia alle Olimpiadi del 2016 che ai Campionati europei del 2019.

## Piazzamenti
Olimpiadi
- 2016 -  3º

Mondiali
- 2014 - 8º
- 2014 - 6º

Europei
- 2007 - 9º
- 2009 - 13º
- 2013 - 4º
- 2015 -  1º
- 2017 - 11º
- 2019 -  3º
- 2021 -  1º
- 2023 - 5º

Mediterranei
- 2009 -  2º

## Formazioni

### Olimpiadi
Pallacanestro ai Giochi della XXXI Olimpiade - Torneo femminile4 Radočaj, 5 Petrović, 6 Čađo, 7 Krnjić, 8 Jovanović, 9 Milovanović, 10 Butulija, 11 Crvendakić, 12 Stanković, 13 M. Dabović, 14 A. Dabović, 15 Page,        All. Marina Maljković
Pallacanestro ai Giochi della XXXII Olimpiade - Torneo femminile5 Vasić, 6 Čađo, 8 Jovanović, 9 Brooks, 10 Butulija, 11 Crvendakić, 12 Anderson, 14 Stanković, 23 Dabović, 24 Škorić, 32 Dugalić, 33 Krajišnik,        All. Marina Maljković
Pallacanestro ai Giochi della XXXIII Olimpiade - Torneo femminile1 Raca, 6 Čađo, 8 Jovanović, 12 Anderson, 14 Stanković, 17 Nogić, 25 Janković, 30 Katanić, 32 Dugalić, 33 Krajišnik, 51 Đorđević, 66 Smailbegović,        All. Marina Maljković

### Mondiali
Campionato mondiale femminile di pallacanestro 20144 Radočaj, 5 Mandić, 6 Čađo, 7 Krnjić, 8 Jovanović, 9 Milovanović, 10 Butulija, 11 Ajduković, 12 Marković, 13 M. Dabović, 14 A. Dabović, 15 Rad,        All. Marina Maljković
Campionato mondiale femminile di pallacanestro 20221 Raca, 6 Čađo, 8 Jovanović, 12 Anderson, 14 Stanković, 17 Nogić, 20 Topuzović, 24 Škorić, 33 Krajišnik, 40 Katanić, 44 Zec, 51 Đorđević,        All. Marina Maljković

### Europei
Campionato europeo femminile di pallacanestro 20074 Kresović, 5 Petrović, 6 Miljković, 7 Radočaj, 8 Veselovski, 9 Mitov, 10 Musović, 11 Puškar, 12 Ilić, 13 Dabović, 14 Grubor, 15 Perović,        All. Jovica Antonić
Campionato europeo femminile di pallacanestro 20094 Erić, 5 Petrović, 6 Roglić, 7 Radočaj, 8 Kresović, 9 Milovanović, 10 Miljković, 11 Perović, 12 Ajanović, 13 Dabović, 14 Puškar, 15 Musović,        All. Jovica Antonić
Campionato europeo femminile di pallacanestro 20134 Radočaj, 5 Vulić, 6 Čađo, 7 Krnjić, 8 Jovanović, 9 Milovanović, 10 Butulija, 11 Matić, 12 Ajanović, 13 M. Dabović, 14 A. Dabović, 15 Rad,        All. Marina Maljković
Campionato europeo femminile di pallacanestro 20154 Radočaj, 5 Petrović, 6 Čađo, 7 Krnjić, 8 Jovanović, 9 Milovanović, 10 Butulija, 11 Ajduković, 12 Topuzović, 13 M. Dabović, 14 A. Dabović, 15 Page,        All. Marina Maljković
Campionato europeo femminile di pallacanestro 20174 Radočaj, 5 Petrović, 6 Čađo, 7 Krnjić, 8 N. Jovanović, 9 Milovanović, 10 Mandić, 11 Crvendakić, 12 Škorić, 14 Stanković, 15 T. Jovanović, 23 Dabović,        All. Stevan Karadžić
Campionato europeo femminile di pallacanestro 20193 Miljković, 5 Petrović, 6 Čađo, 8 Jovanović, 9 Butulija, 10 Brooks, 11 Crvendakić, 13 Milić, 14 Stanković, 20 Stanaćev, 23 Dabović, 24 Škorić,        All. Marina Maljković
Campionato europeo femminile di pallacanestro 20215 Vasić, 6 Čađo, 8 Jovanović, 9 Brooks, 10 Butulija, 11 Crvendakić, 12 Anderson, 23 Dabović, 24 Škorić, 25 Janković, 32 Dugalić, 33 Krajišnik,        All. Marina Maljković
Campionato europeo femminile di pallacanestro 20231 Raca, 6 Čađo, 8 Jovanović, 11 Crvendakić, 12 Anderson, 14 Stanković, 17 Nogić, 20 Topuzović, 25 Janković, 33 Krajišnik, 40 Katanić, 51 Đorđević,        All. Marina Maljković
Campionato europeo femminile di pallacanestro 20251 Raca, 3 Rosić, 12 Anderson, 16 Mitrović, 17 Nogić, 24 Turudić, 25 Janković, 26 Boričić, 28 Popović, 32 Dugalić, 40 Katanić, 51 Đorđević,        All. Marina Maljković

### Giochi del Mediterraneo
Pallacanestro femminile ai XVI Giochi del Mediterraneo4 Popović, 5 Petrović, 6 Dušanić, 7 Živanović, 8 Bogićević, 9 N. Jovanović, 10 J. Jovanović, 11 Karakašević, 12 Paligorić, 13 Dabović, 14 Radović, 15 Ajduković,        All. Petar Marković

## Nazionali giovanili
- Selezioni giovanili della nazionale di pallacanestro femminile della Serbia